# جون ويليام وارد
جون ويليام وارد (بالإنجليزية: John William Ward)‏ هو أكاديمي أمريكي، ولد في 21 ديسمبر 1922 في بوسطن في الولايات المتحدة، وتوفي في 3 أغسطس 1985.